# Wolfgang Michel (Musiker)
Wolfgang Michel (* 10. Mai 1960 in Bad Nauheim) ist ein deutscher Dirigent. 
Wolfgang Michel lernte zuerst klassische Gitarre, bevor er an der Hartt School of Music in Hartford (Connecticut), an der Hochschule für Musik Würzburg und am Mozarteum in Salzburg Dirigieren studierte.
Er arbeitete mit vielen verschiedenen Orchestern zusammen, darunter die National Symphony of Ireland, die Nürnberger Philharmoniker, die Bohuslav Martinů Philharmonie in Zlín, die Hofer Symphoniker, die Henryk Wieniawski Philharmonie in Lublin, die Filarmonica Oltenia in Craiova, das Karlsbader Sinfonieorchester und die NDR Radiophilharmonie in Hannover. 
Seine Engagements führten ihn an die Opernhäuser in Plovdiv, Burgas und das Opernhaus Odessa.